# Arescon fulvum
Arescon fulvum är en stekelart som beskrevs av Annecke och Doutt 1961. Arescon fulvum ingår i släktet Arescon och familjen dvärgsteklar. Inga underarter finns listade.